# Красная улица (Ломоносов)
Кра́сная улица — улица в городе Ломоносове Петродворцового района Санкт-Петербурга, в историческом районе Мартышкино. Проходит от улицы Связи до Павловского проспекта.
Название известно с 1955 года. Скорее всего, оно дано по цвету государственной символики СССР.

## Перекрёстки
- улица Связи
- безымянный переулок к площади Обороны
- Павловский проспект